# Hisaichi Terauchi

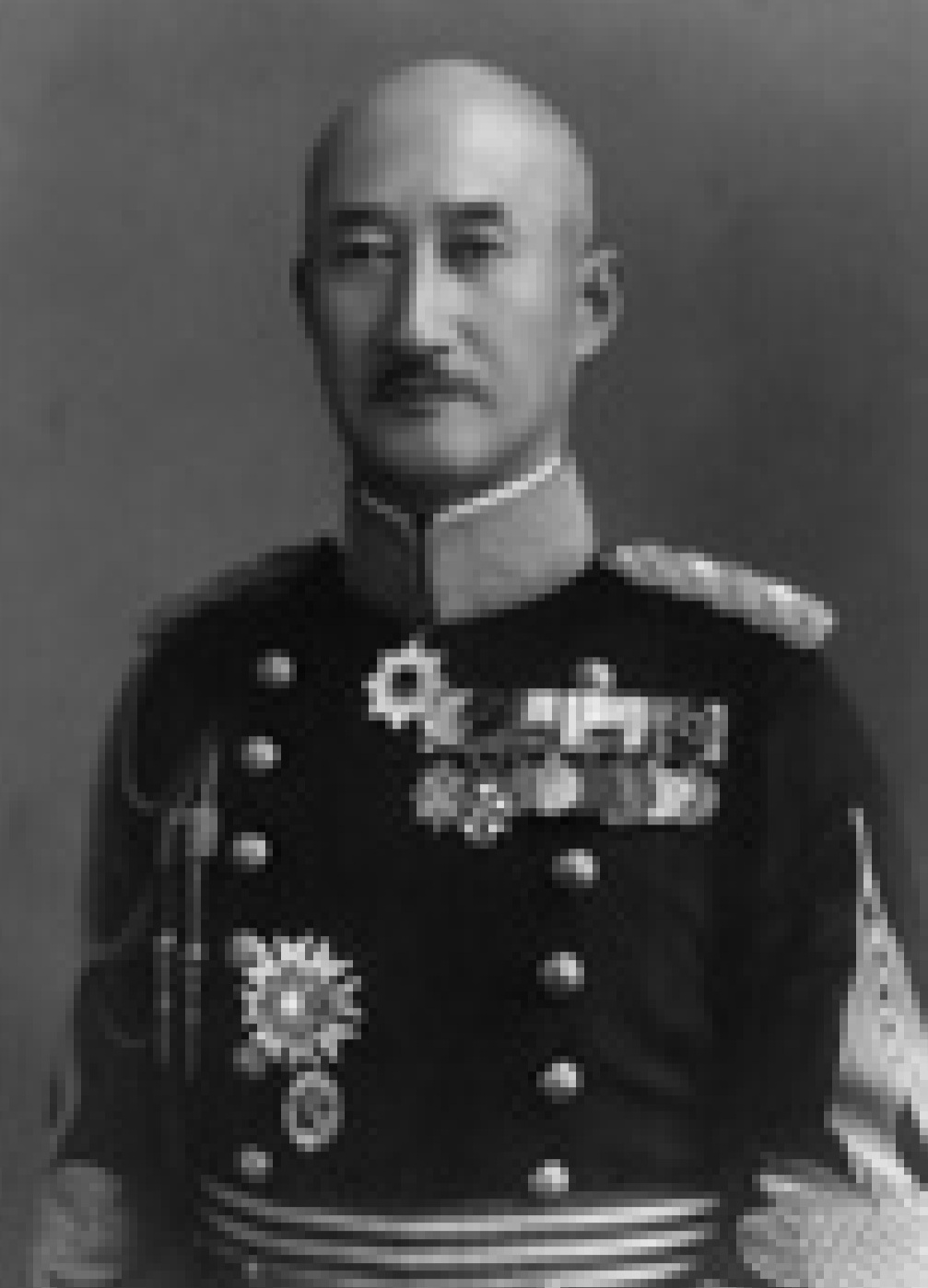
Hisaichi Terauchi

Hisaichi Terauchi, född 8 augusti 1879, död 12 juni 1946, japansk militär, greve (hakushaku) 1919, fältmarskalk (gensui) 21 juni 1943, son till Terauchi Masatake.

## Tiden fram till andra världskriget
Terauchi utexaminerades från militärhögskolan 1900, deltog i rysk-japanska kriget 1904-05, utbildades vid arméstaben 1909 och placerades där 1911. 
Åren 1911-14 var Terauchi först biträdande militärattaché i Wien och studerade därefter i Tyskland. Han befordrades till överste (taisa) 1919, var 1919-21 chef för 1:a kejserliga livgardesregementet och 1922-24 stabschef vid den kejserliga livgardesdivisionen. Terauchi blev generalmajor (shōshō) 1924, var befälhavare för en infanteribrigad 1924-26 och stabschef vid armén i Korea 1927-29.
Efter befordran till generallöjtnant (chūjō) var Terauchi divisionschef 1930-34 och 1934-35 chef för de japanska styrkorna i Formosa, utnämndes till general (taishō) i oktober 1935 och blev därefter medlem av högsta krigsrådet.
Terauchi var krigsminister från mars 1936 till januari 1937 och blev sedan generalinspektör och medlem av högsta krigsrådet. Från augusti 1937 till december 1938 var han chef för de japanska styrkorna i norra Kina och blev därefter åter medlem av högsta krigsrådet.

## Andra världskriget och tiden därefter
Under andra världskriget var Hisaichi Terauchi högste befälhavare för de japanska styrkorna i södra Asien från november 1941 till krigets slut. Han ledde i slutet av 1941 och början av 1942 erövringen av amerikanska, brittiska och nederländska besittningar. Han ansvarade för att den ca 400 km långa Burmavägen färdigställdes på endast 18 månader under fruktansvärda umbäranden för de arbetande krigsfångarna. Från 1944 ledde Terauchi försvaret av Filippinerna men tvingades i november retirera till Saigon i Franska Indokina och drabbades av ett slaganfall i april 1945 efter underrättelsen om att de allierade hade återerövrat Mandalay i Burma. De japanska styrkorna i södra Asien, som omfattade 680000 man, kapitulerade till Louis Mountbatten 12 september. Vid ceremomin, som ägde rum i Singapore, företräddes Terauchi av general Seishiro Itagaki. Terauchi kapitulerade till Mountbatten i Saigon 30 november 1945.
Efter kapitulationen levde Terauchi som allierad krigsfånge nära Johore Bahru i Malaya fram till sin död i juni 1946.